# Mark McNulty
Mark McNulty (Cork, 13 de octubre de 1980) es un futbolista irlandés que juega de portero en el Cork City de la Premier Division de Irlanda.

## Carrera deportiva
McNulty comenzó su carrera deportiva en el Cork City en 2005, logrando ser titular del Cork City a partir de 2010.
McNulty fue parte del primer doblete en la historia del Cork City, después de levantar en 2017 la Premier Division y la Copa de Irlanda.

## Clubes
| Club      | País    | Año       |
| --------- | ------- | --------- |
| Cork City | Irlanda | 2005-Act. |

## Palmarés

### Títulos nacionales
| Título               | Club            | País    | Año  |
| -------------------- | --------------- | ------- | ---- |
| Premier Division     | Cork City F. C. | Irlanda | 2005 |
| Copa de Irlanda      | Cork City F. C. | Irlanda | 2007 |
| Copa de Irlanda      | Cork City F. C. | Irlanda | 2016 |
| Supercopa de Irlanda | Cork City F. C. | Irlanda | 2016 |
| Premier Division     | Cork City F. C. | Irlanda | 2017 |
| Copa de Irlanda      | Cork City F. C. | Irlanda | 2017 |
| Supercopa de Irlanda | Cork City F. C. | Irlanda | 2017 |